# Pierre Sicard
Pierre Sicard, né le 21 octobre 1915 au Creusot (Saône-et-Loire) et mort le 13 décembre 1989 à Preuilly (Cher), est un homme politique français.

## Détail des fonctions et des mandats
Mandat parlementaire
- 29 mars 1983 - 1er octobre 1989 : Sénateur du Cher